# Рисселл, Монти
Монти Ральф Рисселл (англ. Montie Ralph Rissell; родился 28 ноября 1958 года, Веллингтон, штат Канзас) — американский серийный убийца, совершивший с августа 1976 года по март 1977 года серию из 5 убийств девушек и женщин, сопряжённых с изнасилованиями в городе Александрия, штат Виргиния в районе межштатной автомагистрали I-95. На момент совершения серии убийств ему было всего лишь 17 лет. Также исключительность делу Риссела придает тот факт, что обладая запоминающимися чертами внешности и заурядными способностями, ему тем не менее удалось совершить ряд идеальных убийств, не оставив свидетелей преступления и никаких зацепок следствию. Впоследствии Монти Рисселл был приговорен к нескольким срокам в виде пожизненного лишения свободы с правом условно-досрочного освобождения.

## Биография
Монти Рисселл родился в 1959 году в городе Веллингтон, штат Канзас в семье Уильяма и Роберты Рисселлов. Был младшим ребенком в семье из трех детей. Рос в социально-неблагополучной обстановке. В 1966 году его родители развелись, после чего его мать вышла замуж за Милберта Хинди, который вскоре увез семью в город Сакраменто, штат Калифорния. Впоследствии Хинди стал демонстрировать агрессивное поведение по отношению к Монти, из-за чего его отношения с Робертой Рисселл ухудшились. В 1970 году мать Риссела развелась с Милбертом Хинди и переехала в Александрию, штат Виргиния, где проживал его отец, после чего Рисселл стал снова проводить много свободного времени с отцом. Отец Рисселла придерживался авторитетного стиля воспитания сына и поощрял его самостоятельность, но в конечном итоге не сумел выстроить конструктивные отношения с ним и так же, как и отчим, стал проявлять к нему агрессию, вследствие чего Монти вступил с ним в социальный конфликт и начал демонстрировать признаки психического расстройства. В 1971 он был арестован по обвинению в проникновении на территорию чужой собственности и краже 100 долларов, но как несовершеннолетний был осужден условно с назначением испытательного срока. Через 9 дней он сорвал занятия в школе John Adams Middle School, после чего подвергся дисциплинарному взысканию. Через несколько месяцев он был пойман во время совершения кражи 27 долларов на территории плавательного бассейна «Hamlet Pool Community Club», расположенного недалеко от его дома, но осужден не был. Через месяц он был арестован в угнанном автомобиле и ему было предъявлено обвинение в угоне. Так как на момент совершения преступления он был несовершеннолетним,  суд с учетом обстоятельств дела и личности виновного посчитал, что Рисселл совершил преступление, не являющееся особо тяжким, и повторно принял решение об условном осуждении, установив новый испытательный срок. 16 апреля 1973 года, в возрасте 14 лет, Рисселл совершил проникновение на территорию квартиры женщины, жившей в том же жилищном комплексе, где проживал он сам. Под угрозой оружия Рисселл изнасиловал женщину и похитил из ее апартаментов вещи, представляющие материальную ценность, но был вскоре снова арестован. В ходе расследования в отношении преступника была проведена судебно-медицинская экспертиза, по результатам которой у него было диагностировано импульсивное расстройство личности, на основании чего в ноябре того же года ему было назначено принудительное лечение в детской психиатрической клинике «Variety Children's Hospital», расположенной в городе Майами, штат Флорида, где он проходил лечение с 5 февраля 1974 года по 29 августа 1975 года. В этот период он увлекся рисованием и игрой на гитаре. Несмотря на разнообразие терапевтических методов в процессе лечебного процесса, Рисселл был выписан из учреждения с предписанием продолжать психотерапию на амбулаторной основе. В сентябре того же года он был в очередной раз арестован по обвинению в совершении ограбления квартиры женщины, которое он совершил в том же жилищном комплексе, где проживал вместе с матерью и старшим братом. Он признал себя виновным, был снова условно-осужден с установлением испытательного срока в виде 5 лет. Кроме того, судом ему было назначено обязательное посещение врача-психотерапевта. После посещения нескольких сеансов его психическое состояние улучшилось, вследствие чего он нашел работу официанта в местной пиццерии и начал посещать школу «T.C. Williams High School», где успешно занимался баскетболом и бейсболом. Несмотря на спортивные успехи, в конце 1976 года он стал демонстрировать признаки СДВГ, благодаря чему его успеваемость пошла на спад. Из-за проблем успеваемостью и хронических прогулов, в апреле 1977 года Монти Рисселл бросил школу и нашел работу оператора автозаправочной станции

## Серия убийств
Все жертвы проживали на территории социального жилищного комплекса «The Holmes Run Park», состоящего из двадцати семи  многоквартирных домов, где в середине 1970-х сложилась высокая криминогенная ситуация. Первой жертвой убийств стала уроженка Гватемалы, 24-летняя Аура Марина Гейбор, чьё тело было найдено в начале августа 1976 года в одном из ручьев недалеко от межштатной автомагистрали I 95. В ходе расследования было установлено, что причиной смерти послужила асфиксия. Тело жертвы было полностью одетым, однако денег и других личных вещей у убитой в ходе осмотра найдено не было. Днём 6 марта 1977 года на территории округа Фэрфакс было найдено тело 23-летней Урсулы Мильтенбергер. В ходе расследования было установлено, что девушка за несколько часов до смерти покинула местный ресторан быстрого питания Макдональдс, где работала менеджером, после чего стала жертвой преступника, который подверг её сексуальному насилию и другого рода истязаниям. На теле Мильтенбергер были обнаружены многочисленные ссадины от избиения, ножевые ранения и следы от веревочных пут. Одежда и личные вещи девушки не пропали. 29 апреля 1977 года в одном из ручьев, расположенном в полутора километрах от жилищного комплекса Holmes Run Park, было найдено тело 27-летней Глэдис Росс Брэдли, которая была одной из его жительниц. В ходе расследования было установлено, что женщина умерла от асфиксии вследствие утопления и подверглась перед смертью сексуальному насилию. Как и в предыдущих случаях, тело жертвы было полностью одетым, но следов избиения и ножевых ранений обнаружено не было. Автомобиль Глэдис Брэдли был позже найден на улице, где проживала первая жертва Аура Гейбор.  17 мая того же года, в лесистой местности Александрии были обнаружены разложившиеся останки женщины. Впоследствии убитая была идентифицирована как 34-летняя Алита Берд, которая пропала без вести 10 апреля 1977 года. Женщина, как и предыдущие жертвы, была жительницей жилищного комплекса The Holmes Run Park и погибла от получения множественных ножевых ранений. 5 мая 1977 года было найдено тело 24-летней Джанетт Макклиланд, которая также погибла от получения множественных ножевых ран. В ходе расследования выяснилось, что Макклеланд жила в том же многоквартирном доме, что и Алита Берд, а её автомобиль был найден недалёко от места, где было обнаружено тело Глэдис Брэдли. Отец убитой девушки после обнаружения её тела заявил сотрудникам правоохранительных органов о том, что незадолго до гибели неизвестный молодой человек с ножом в руках угрожал его дочери убийством в лифте дома, где она жила. В ходе расследования гибели всех пятерых женщин полиция установила, что убитые происходили из социально-благополучных семей, не подвергались уголовной ответственности и не были замечены в занятии проституцией. Все погибшие девушки проживали на расстоянии нескольких сотен метров друг от друга, а их тела были обнаружены в радиусе одной мили друга от друга.

## Разоблачение
Монти Рисселл был арестован 14 мая 1977 года по обвинению в участии в драке,  произошедшей на одной из молодежных вечеринок, во время которой он нанес  оппоненту тяжкий вред здоровью. Он был доставлен в полицейский участок, где был подвергнут допросу на предмет причастности к совершению серийных убийств. В ходе дактилоскопической экспертизы отпечатков пальцев, найденных в автомобилях жертв, были обнаружены отпечатки пальцев Риссела в автомобиле Урсулы Мильтенбергер, на основании чего ему было предъявлено обвинение в ее убийстве. На последующем допросе Монти заявил о проблемах со своим психическим здоровьем и заключил с прокуратурой соглашение о признании вины. На протяжении нескольких последующих дней, в период с 17 по 19 мая он дал признательные показания в совершении пяти убийств объемом в 19 страниц в обмен на предоставление ему необходимого психиатрического лечения. Согласно его показаниям, рано утром 4 августа 1976 года он подошел с ножом в руках к Ауре Гейбор, которая запирала свой припаркованный автомобиль на парковке возле своего дома. Под угрозой оружия Риссел велел девушке сесть машину и велел доехать до побережья ручья, который шел параллельно межштатной автомагистрали I-95. На побережье Риссел, угрожая ножом, изнасиловал девушку, после чего задушил и сбросил ее труп в воды ручья. После совершения убийства преступник отвез автомобиль Ауры Гейбор на парковку возле ее дома и перед уходом похитил из салона ее автомобиля ряд вещей, представляющих материальную ценность. Рано утром 8 апреля 1977 года, вооружившись кухонным ножом, Рисселл согласно его показаниям, явился в многоквартирный дом, где  встретил Алиту Берд. Войдя вслед за девушкой в лифт, Рисселл, угрожая ей ножом, отобрал у нее ключи от машины и, удерживая девушку в качестве заложницы, отвез ее в район озера Бэркфорт (округ Фэрфакс), где вскоре после приезда дважды ее изнасиловал. После совершения акта насилия преступник приказал жертве сесть в автомобиль и отвезти его в один из районов Александрии. Во время поездки между Берд и Рисселом в попытке завладеть ножом завязалась борьба, в ходе которой Риссел завладел обратно оружием и контролем над управлением автомобиля. Он остановил его в лесистой местности города, где вскоре совершил еще одно нападение на Алиту Берд, нанеся ей 15 ножевых ранений в грудь, от которых она скончалась. Через несколько дней, действуя схожим образом, Монти Рисселл совершил в лифте многоквартирного дома нападение на Глэдис Брэдли. Он принудил девушку отправиться в поездку. После нескольких минут бесцельной езды преступник велел девушке бросить автомобиль возле школы и отвел ее в лесистую местность, где под угрозой убийства дважды подверг ее сексуальному насилию, после чего избил и задушил ее. Тело жертвы Рисселл сбросил в одну из руслоотводных канав, после чего вернулся к ее автомобилю, который впоследствии бросил на одной из парковок недалеко от своего дома. В начале мая 1977 года Рисселл снова явился на территорию жилищного комплекса Holmes Run, где в одном из многоквартирных домов совершил нападение на 24-летнюю Джаннет Макклиланд. Он вынудил девушку совершить поездку до местного парка, где под угрозой оружия дважды ее изнасиловал, после чего отвез ее в западный район Александрии. Под угрозой оружия Риссел отвел жертву на побережье ручья, где избил ее и нанес ей больше 20 ножевых ранений, после чего забросал ее тело камнями и песком..
В марте того же года 22-летняя Урсула Мильтенбергер после окончания рабочего дня посадила в свой автомобиль Рисселла, который пытался добраться автостопом до своего дома. Во время поездки Рисселл, угрожая девушке ножом, велел ей доехать до города Берк, расположенном в округе Фэрфакс, где в лесистой местности подверг ее изнасилованию и избиению, нанеся ей черепно-мозговую травму, от последствий которой она скончалась, после чего сбросил ее в труп в районе застройки элитной недвижимостью недалеко от местного полицейского участка, после чего вернулся в Александрию и оставил ее автомобиль недалеко от своего дома.
Во время совершения серии убийств Рисселл проживал вместе с матерью и братом в социальном жилищном комплексе «Saxony Square Complex», который располагался рядом с жилищным комплексом, где проживали его жертвы. Впоследствии в ходе обыска его апартаментов и автомобиля его матери были найдены вещи убитых им жертв, которые были идентифицированы их родственниками. Адвокаты Рисселла подвергали сомнению его признательные показания и заявили о том, что во время допроса Монти подвергся психологическому воздействию со стороны правоохранительных органов и внушению о своей психической неполноценности, на основании чего признал себя виновным в обмен на оказание мер медицинского характера. Многие аспекты характера Рисселла были практически несопоставимы с профилем серийного убийцы.  Несмотря на его криминальную карьеру, после его ареста большинство из его друзей и знакомых отзывались о нем крайне положительно. Ряд из его знакомых девушек,  которых Монти в период совершения убийств неоднократно провожал до дома в темное время суток, заявили о том, что он никогда не демонстрировал деструктивного поведения, противоречащего нормам сосуществования людей и его общество никогда не приносило психологического дискомфорта

## Суд
Во время судебного процесса адвокаты Монти Рисселла на основании истории болезни своего подзащитного заявили, что Рисселл страдал диссоциативным расстройством личности, а его признание следует рассматривать как свидетельство психологической разобщенности и отрицания, что свойственно лицам, страдающим расстройствами личности. На основании этого было подано ходатайство о проведении судебно-психиатрической экспертизы, которое было удовлетворено. На основании ее результатов Рисселл был признан способным предстать перед судом по состоянию здоровью, а его показания были признаны действительными. На основании признательных показаний, а также ряда других доказательств, изобличающих Рисселла в совершении пяти убийств, 12 октября 1977 года он был признан виновным в убийстве 4 женщин и получил в качестве наказания 4 срока в виде пожизненного лишения свободы с правом ходатайства на условно-досрочное освобождение, после чего он был этапирован в округ Фэрфакс, где предстал перед судом по обвинению в совершении убийства Урсулы Мильтенбергер. 17 октября он был признан виновным в ее смерти и был приговорен к еще одному сроку в виде пожизненного лишения свободы. На основании соглашения о признании вины, после завершения судебного процесса и оглашения вердикта, он был этапирован в психиатрическую клинику, где ему были оказано психиатрическое лечение для улучшения состояния здоровья и устранения его опасности для себя и для окружающих.

## В заключении
Оказавшись в заключении, Рисселл Морин принял систему ценностей и постулатов христианства, став последователем этой религии, и написал автобиографию объемом в 461 страницу, в которой подробно описал события своей жизни, детали убийств. В качестве  истинных причин и условий формирования мотивов убийств Риссел указал употребление наркотических веществ, которое обострило его психические, эмоциональные и поведенческие проблемы. В феврале 1978 года его в тюрьме посетили журналисты, которым он дал интервью. Во время интервью Рисселл заявил, что находится в поисках издателя и что основная цель его книги — проповедь здорового образа жизни и опасности употребления наркотических средств на примере собственной жизни. После придания огласке этой информации Генеральная ассамблея Виргинии приняла законопроект, аналогичный законопроекту, известному как «Закон Сына Сэма», согласно которому штат может конфисковать средства, получаемые осуждённым от издания книг, изображения истории в кино и т. д., чтобы направить эти деньги на компенсацию жертвам преступлений данного преступника.
В последующие годы заключения Рисселл получил аттестат об окончании среднего образования, прошел множество программ по реабилитации сексуальных преступников и заслужил репутацию образцового заключенного, в связи с чем был рекомендован к условно-досрочному освобождению в июле 1995 года. Начиная с 1995 года Монти Рисселл на основании положений уголовно-процессуального законодательства штата Виргиния ежегодно подавал ходатайства об условно-досрочном освобождении, но ему каждый раз было отказано из-за протеста родственников жертв и из-за особой жестокости, которую он проявил в совершенных им деяниях.
По состоянию на 2020-й год, 61-летний Монти Ральф Рисселл продолжает отбывать свое наказание в тюрьме «Pocahontas State Correctional Center»

## В массовой культуре
Монти Рисселл появляется в первом сезоне телесериала «Охотник за разумом». Роль Рисселла исполнил британский актер Сэм Страйк.